# Блакитні гори (Австралія)
Блакитні гори (англ. Blue Mountains) — гори в Австралії, частина Великого Вододільного хребта (штат Новий Південний Уельс), на захід від міста Сідней.
Гори плосковерхі, сильно розчленовані каньйонами (глибина до 300—800 м) з обривистими схилами. Висота до 1360 м. Глибока долина річки Кокс ділить Блакитні гори на західну частину, складену вапняками, з карстовими формами рельєфу, і східну — пісковикову. Східні вологі схили покриті евкаліптовими лісами, в долинах — чагарники деревоподібних папоротей, на західних, сухіших схилах — світлі евкаліптові ліси і савани.
Згідно з давньою легендою, в долині Джемісон жили три сестри з племені Катумба. Звали їх Ганнеду, Вімла і Міхні. Одного разу полюбили дівчата трьох братів з племені Непін. Але, за законом, вони не мали права вийти за них заміж. Тоді брати вирішили викрасти коханих, спровокувавши криваву битву між племенами. Щоб врятувати сестер від важкої долі, благородний шаман Катумби звернув їх у три скелясті вершини. Під час битви шаман був смертельно поранений і забрав з собою в могилу таємницю закляття, залишивши дівчат навіки замкнутими в камінь. В пам'ять про дівчат скелі так і називаються: Міхні (Meehni 922 м), Вімла (Wimlah 918 м) і Ганнеду (Gunnedoo 906 м).

## Галерея

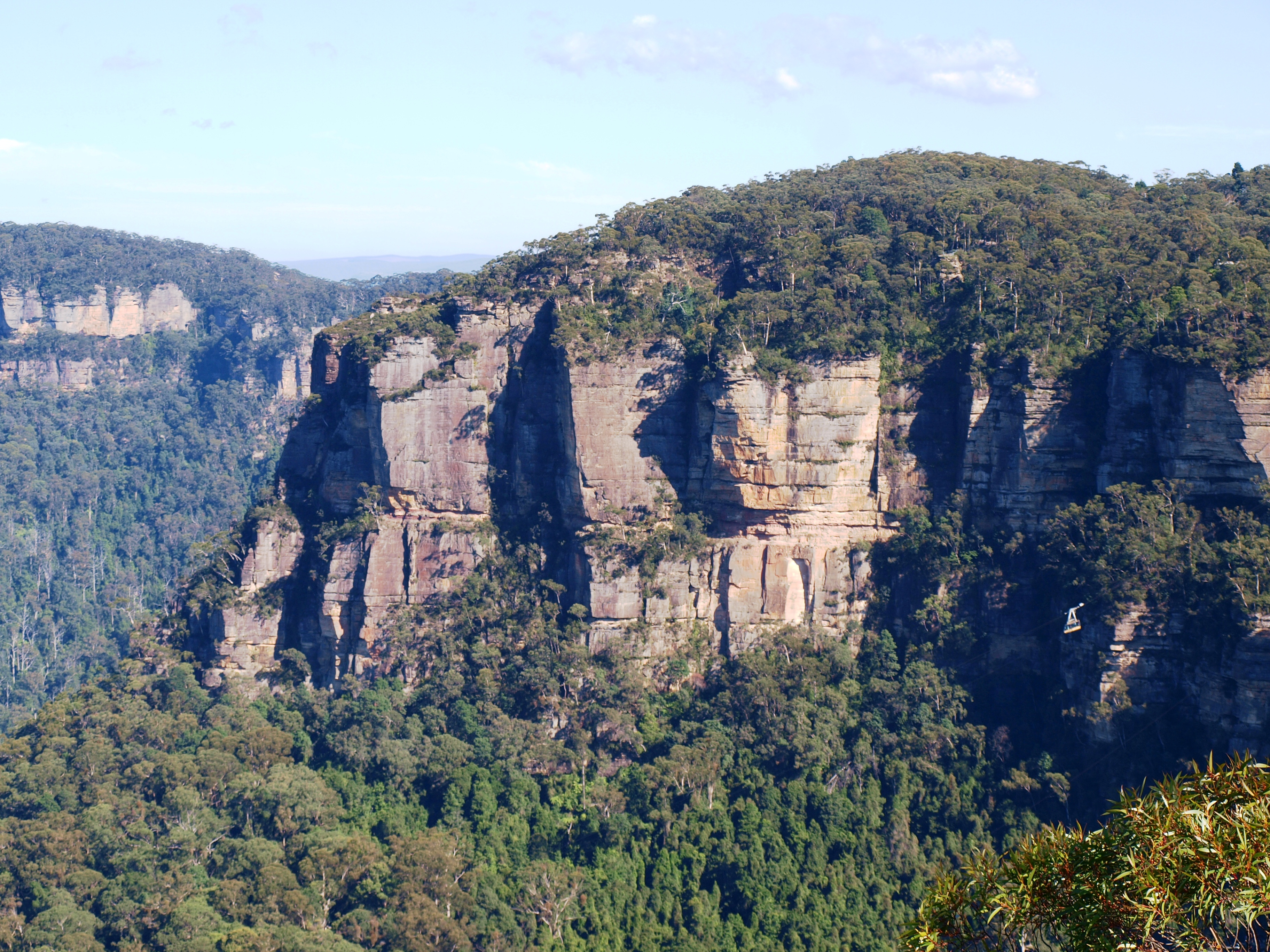
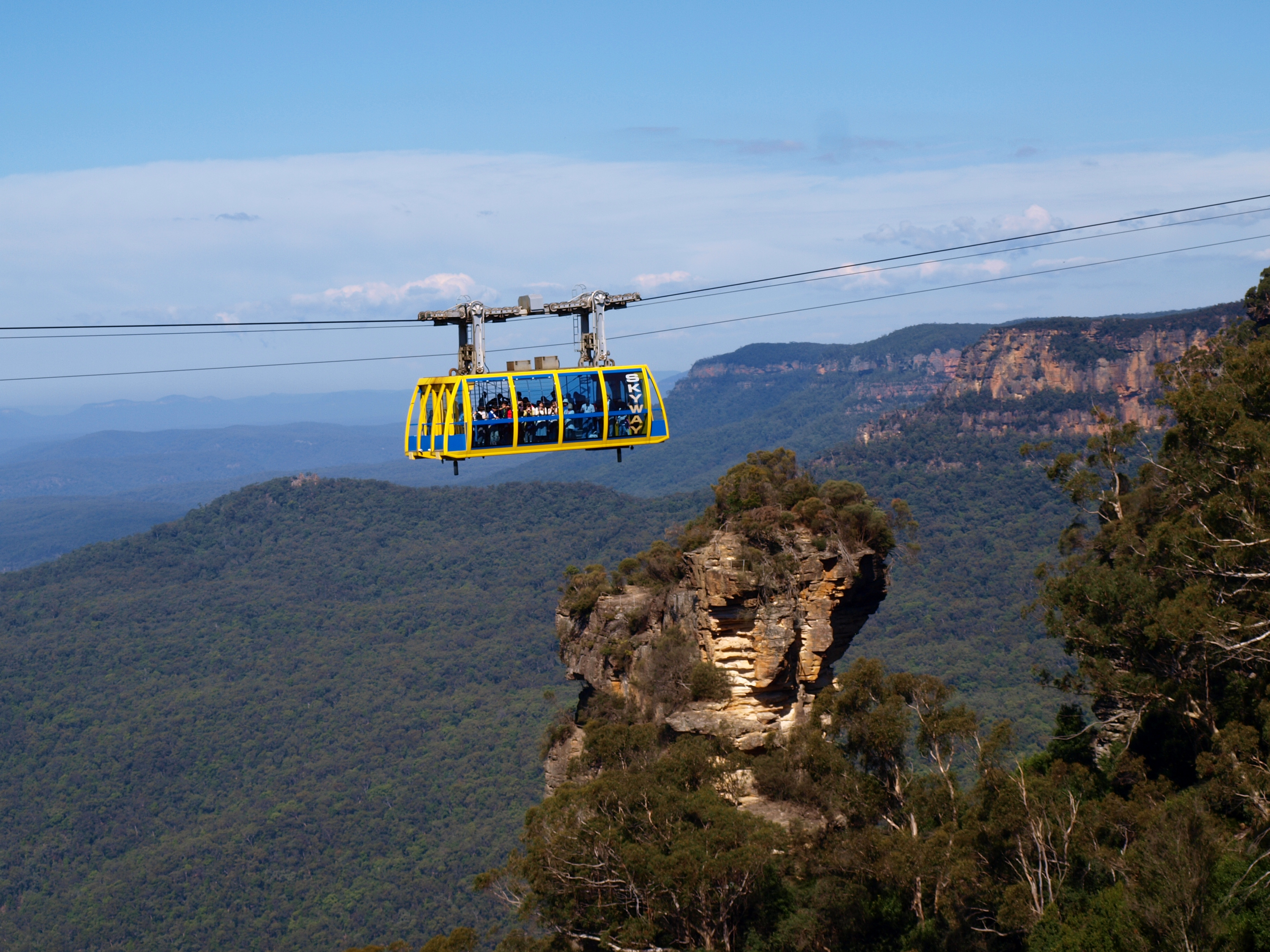
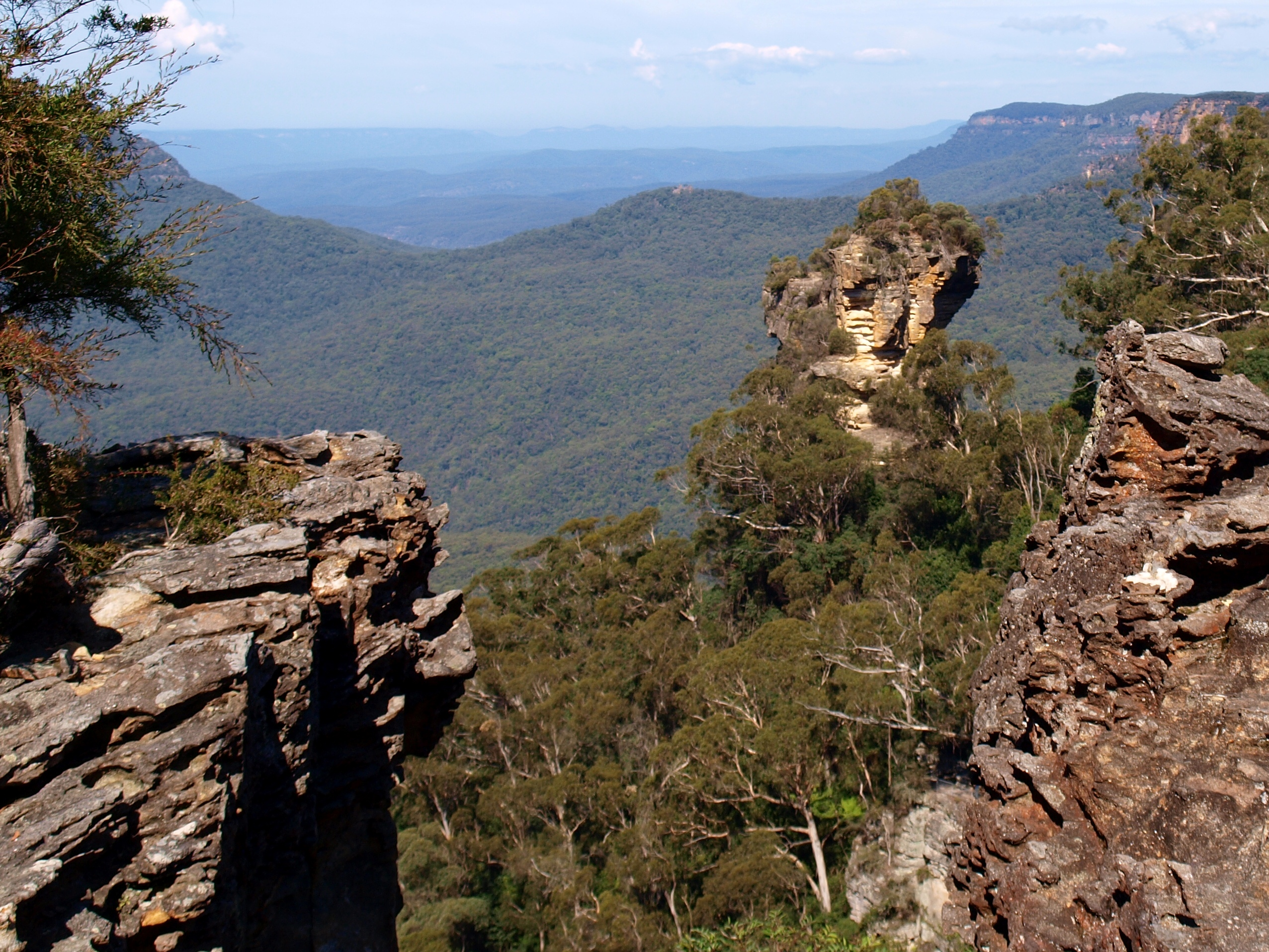
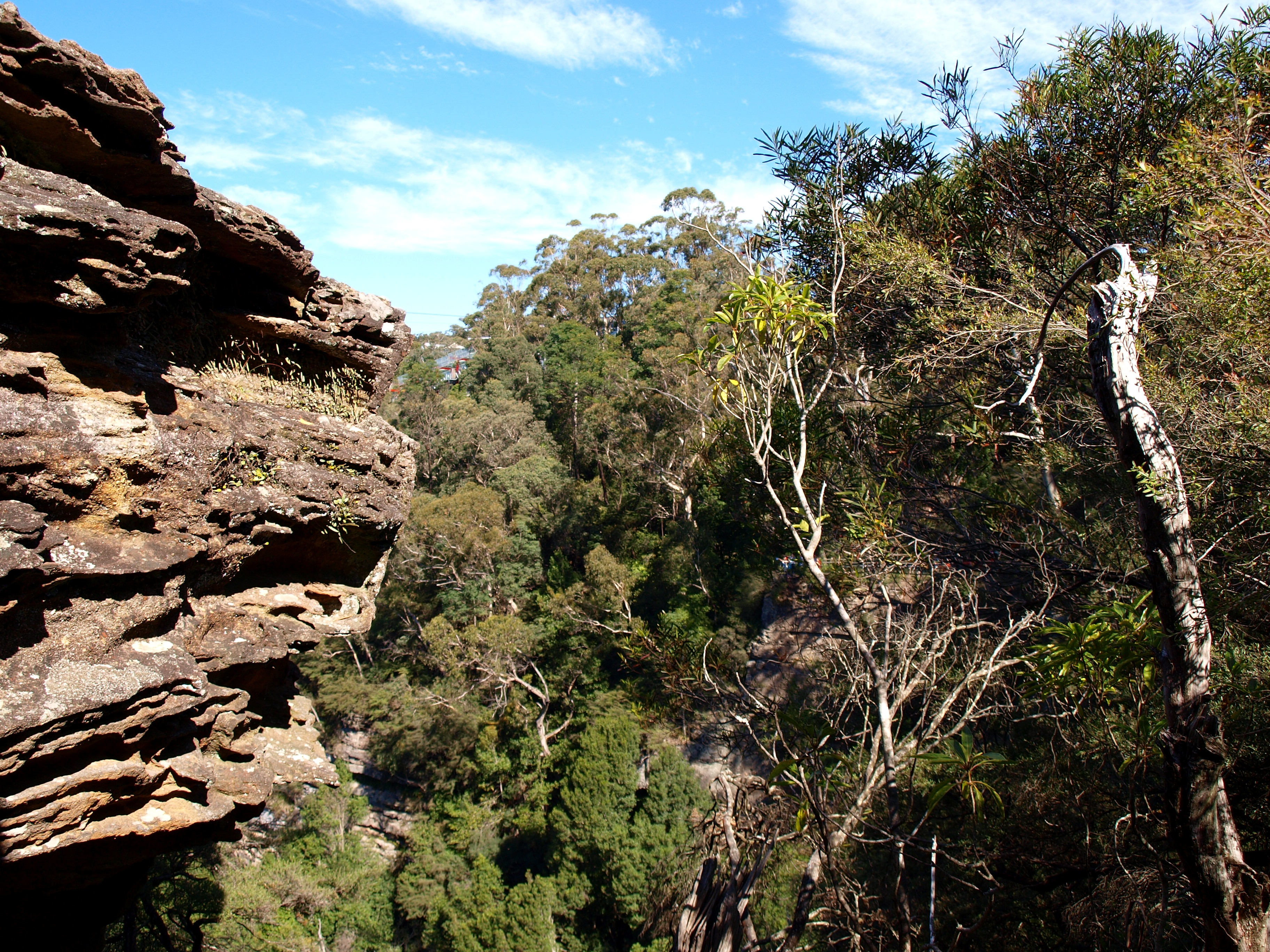
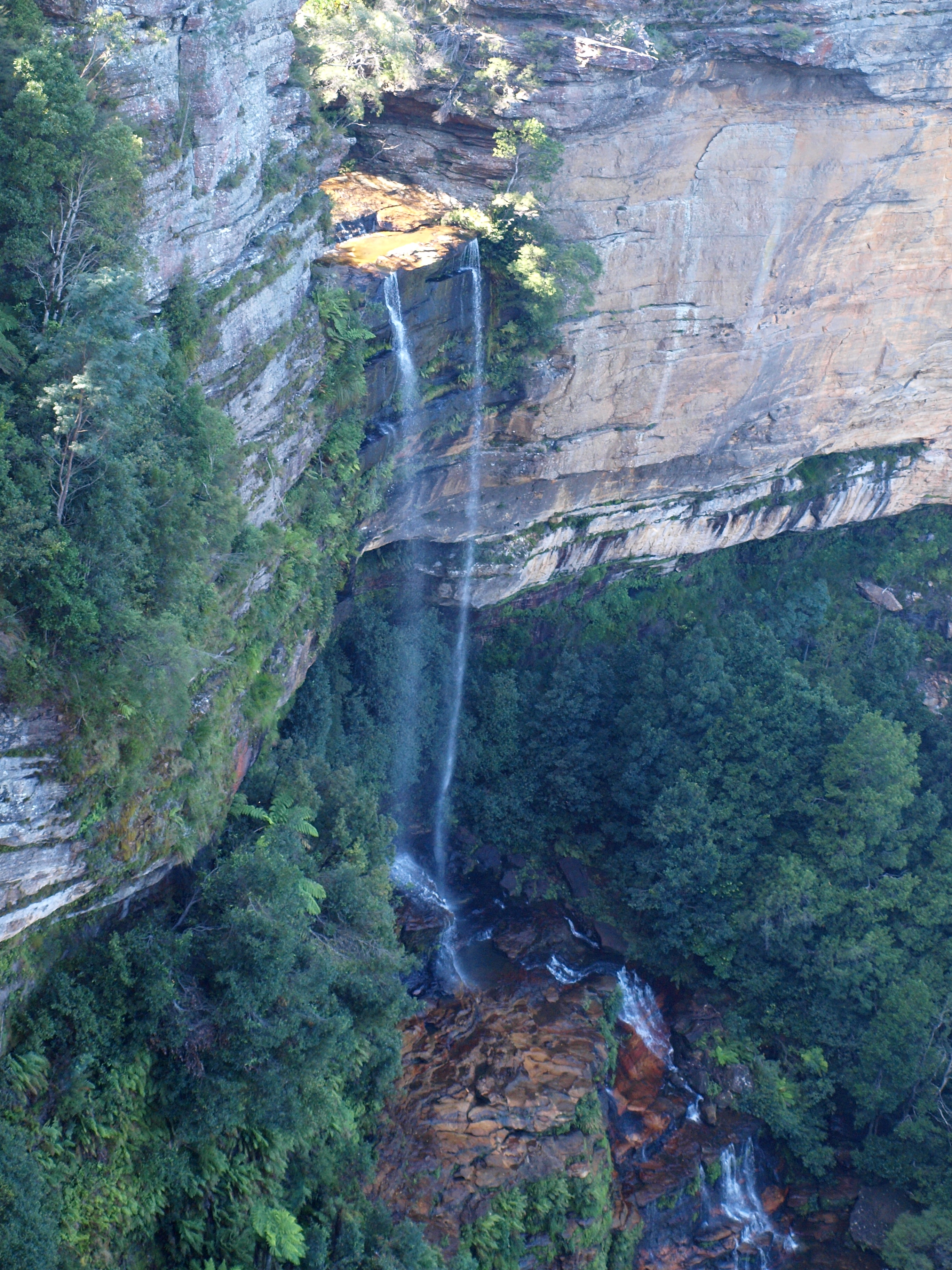
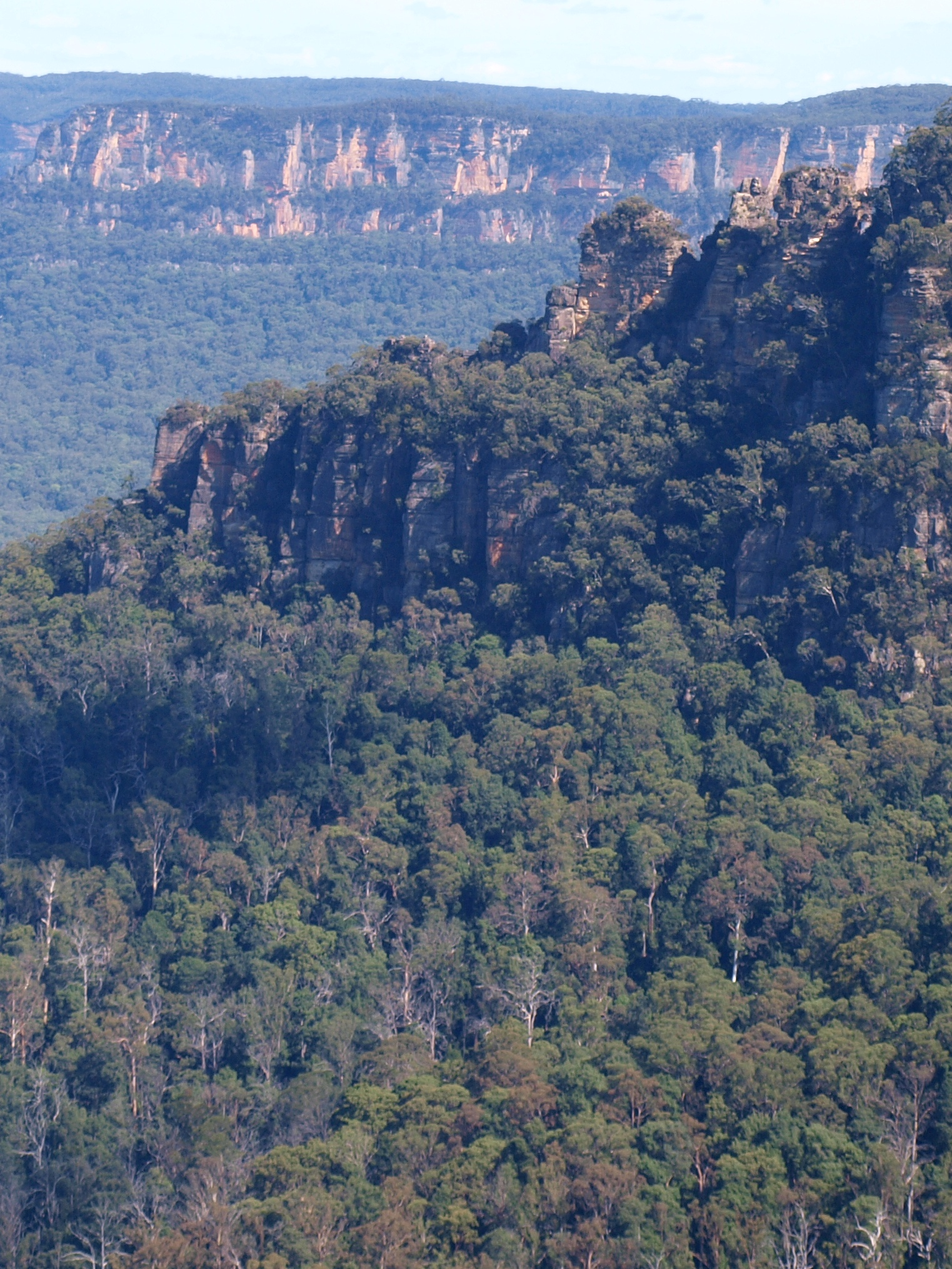